# Fabian Moreau
Fabian Moreau (Fort Lauderdale, 9 aprile 1994) è un giocatore di football americano statunitense che milita nel ruolo di cornerback per i Minnesota Vikings della National Football League  (NFL).

## Carriera

### Washington Redskins/Football Team
Moreau al college giocò a football con gli UCLA Bruins dal 2012 al 2016, diventando titolare a partire dalla seconda stagione. Fu scelto nel corso del terzo giro (81º assoluto) nel Draft NFL 2017 dai Washington Redskins. Debuttò come professionista subentrando nella gara del primo turno contro i Philadelphia Eagles senza fare registrare alcuna statistica. La settimana seguente mise a segno il primo tackle contro i Los Angeles Rams.

### Atlanta Falcons
Il 25 marzo 2021 Moreau firmò un contratto di un anno con gli Atlanta Falcons.